# VX Стрельца
VX Стрельца — красный сверхгигант или красный гипергигант, а также переменная звезда, находящаяся в созвездии Стрельца.

## Характеристики
VX Стрельца является полуправильной переменной звездой. Очень яркий сверхгигант. По изученным данным звезда постепенно теряет свою массу из-за звёздного ветра.
Температура на поверхности колеблется приблизительно от 3200 до 3400 К. Учёные определили точное расстояние до этой звезды — 1560 пк, это приблизительно 5100 световых лет. Судя по всему, звезда содержит оксид ванадия и циан.
VX Стрельца — одна из самых больших изученных звёзд, уступающая по размерам главным образом звезде UY Щита. Её радиус составляет примерно 1120—1550 солнечных радиусов. Более старые оценки дают от 1350 до 1940 солнечных радиусов.